# Amazing (singel Aerosmith)
Amazing – singiel amerykańskiego zespołu muzycznego Aerosmith, wydany w listopadzie 1993 i umieszczony na ich jedenastym albumie studyjnym, zatytułowanym Get a Grip. Piosenkę napisali Steven Tyler i Richie Supa, a za produkcję odpowiadał Bruce Fairbairn.
Do piosenki został zrealizowany oficjalny teledysk, który osiągnął wynik ponad 228 mln wyświetleń na oficjalnym kanale zespołu w serwisie YouTube. Reżyserią zajął się Marty Callner. W klipie gościnnie wystąpili Alicia Silverstone i Jason London.

## Lista utworów
Maxi singel
1. „Amazing” (LP Version) – 5:59
2. „Amazing” (Orchestral) – 6:00
3. „Amazing” (Acoustic) – 5:59
4. „Gotta Love It” (LP Version) – 5:56

Singel 7″
1. „Amazing” (LP Version) – 5:56
2. „Fever” (LP Version) – 4:15

## Notowania

### Pozycje na cotygodniowych listach sprzedaży
| Lista (1993)              | Pozycja |
| ------------------------- | ------- |
| Austria                   | 27      |
| Belgia (Flandria)         | 8       |
| Holandia (Single Top 100) | 12      |
| Niemcy                    | 28      |
| Norwegia                  | 5       |
| Szwajcaria                | 16      |
| Szwecja                   | 24      |